# Mia Bošnjak
Mia Bošnjak (* 15. April 2000) ist eine kroatische Handballspielerin. Sie war sowohl im Hallen- wie auch im Beachhandball kroatische Nationalspielerin.

## Hallenhandball
Mia Bošnjak spielte seit der Saison 2017/18 als rechte Rückraumspielerin für den RK Sesvete Agroproteinka in der ersten kroatischen Liga. Sie war Spielerin der kroatischen U17-Nationalmannschaft und nahm an der U-17-Handball-Europameisterschaft der Frauen 2017 in der Slowakei teil, bei der Kroatien alle Spiele verlor. Besser verlief die U-18-Handball-Weltmeisterschaft der Frauen 2018 in Polen. Hier wurde die Kroatische U18 mit Bošnjak Dritte ihrer Vorrunde und erreichte damit das Achtelfinale. Dort unterlag man Deutschland mit 24:25. Im abschließenden Spiel um den elften Platz unterlagen die Kroatinnen klar den Spielerinnen aus Norwegen. Ein Jahr später gehörte Bošnjak zum Kader der kroatischen U-19-Nationalmannschaft und nahm an der U-19-Handball-Europameisterschaft der Frauen 2019 in Ungarn teil, bei der Kroatien den zehnten Rang belegte.

## Beachhandball
Im Beachhandball ist Bošnjak für den BHC Sesvete aktiv, mit dem sie bei nationalen Turnieren antritt.
In Montenegro nahm Bošnjak zum ersten Mal an Junioreneuropameisterschaften 2018 (U18) teil. Nach einer Niederlage gegen Portugal gewann Kroatien die beiden folgenden Spiele der Gruppe gegen Rumänien und Frankreich. Im Viertelfinale traf man auf die Niederlande und unterlag in zwei Durchgängen. Die beiden folgenden Platzierungsspiele gegen Spanien und die Ukraine wurden im Shootout verloren, Kroatien platzierte sich am Ende auf dem achten Rang. Bošnjak bestritt alle sechs möglichen Spiele, blieb aber ohne eigenen Treffer.

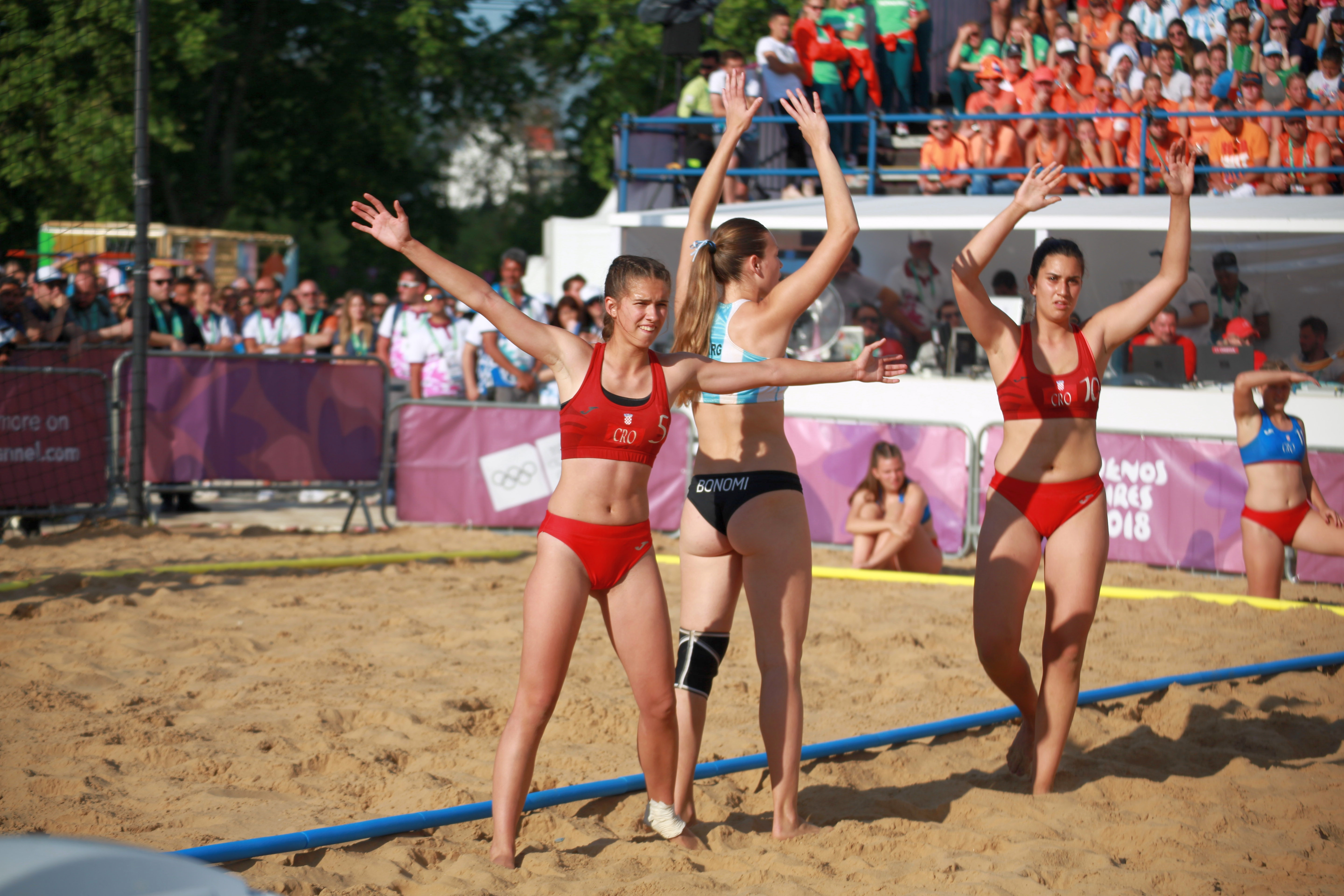
Bošnjak (rechts, #10) und Rea Banić (links, #5) decken die Argentinierin Gisella Bonomi im Finale der Olympischen Jugendspiele

Im Herbst erreichte Bošnjak ihren bis dato sportlichen Höhepunkt. Obwohl sich Kroatien bei der Juniorenweltmeisterschaft im Vorjahr nicht für die Olympischen Jugend-Sommerspiele 2018 von Buenos Aires qualifizieren konnte, rückten die Kroatinnen nach Absagen der Mannschaften Spaniens und Portugals nach. Das erste Gruppenspiel gegen Mauritius wurde klar gewonnen. Auch die beiden folgenden Spiele gegen Russland und Taiwan gewannen die Kroatinnen und entwickelten sich zu einem Mitfavoriten auf den Titel dieser hier erstmals im Rahmen eines olympischen Turniers ausgetragenen Sportdisziplin. Nach einer Niederlage gegen den oftmaligen Konkurrenten der Vorjahre, Ungarn, folgte zum Abschluss der Vorrunde ein Sieg gegen die Mannschaft aus Amerikanisch-Samoa. In der Hauptrunde verloren die Kroatinnen gegen zwei der weiteren Titelfavoritinnen neben den Ungarinnen, gegen Argentinien und die Niederlande. In beiden Spielen unterlag man im Shootout. Im letzten Vorrundenspiel gegen Paraguay, das Kroatien siegreich bestritt, war Bošnjak mit 12 Punkten wieder beste Scorerin. Im Halbfinalspiel setzte sich Kroatien mit einem Sieg in beiden Durchgängen klar gegen die favorisierten Niederländerinnen durch. Im Finale konnte Kroatien den entfesselt aufspielenden Gastgeberinnen nichts entgegensetzen und unterlag mit 0:2 Durchgängen. Mit ihrer Mannschaft gewann Bošnjak damit die erste olympisch vergebene Silbermedaille im Beachhandball. Bošnjak bestritt alle zehn möglichen Partien. Ihre offensiven Leistungen beschränkten sich dabei auf drei Assists, eigene Treffer erzielte sie nicht. Mit sechs Zeitstrafen erhielt sie die meisten aller Spielerinnen im Turnier, einzig Imeleta Mata'utia aus Amerikanisch-Samoa war mit fünf Zeitstrafen, einer Spielstrafe und einem Platzverweis noch aggressiver. Für ihre Leistung wurde die Mannschaft mit dem Nagrada Dražen Petrović (Dražen-Petrović-Preis) des Kroatischen Olympischen Komitees ausgezeichnet.
Bošnjak war zunächst auch für die Europameisterschaften 2019 in Stare Jabłonki berufen worden und damit erstmals für ein Turnier in die kroatische A-Nationalmannschaft, doch wurde sie kurz vor dem Beginn des Turniers durch Katja Heraković ersetzt.

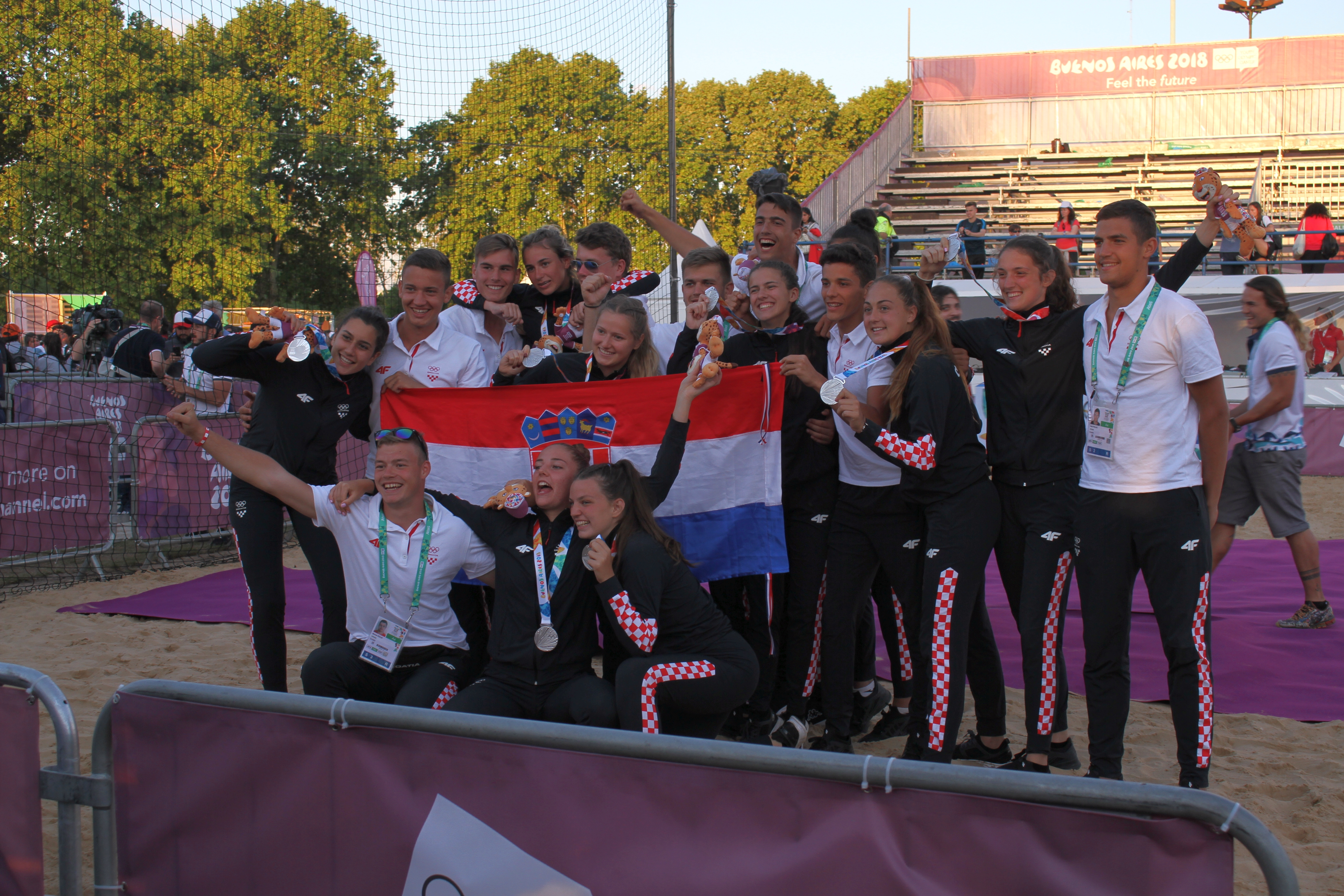
Die kroatischen Jungen- und Mädchenmannschaften feiern die Silbermedaille der Mädchen: Bošnjak ganz links

## Einzelbelege
1. ↑  Hrvatski rukomet, Mia Bošnjak. Abgerufen am 15. April 2021.
2. ↑  Hrvatski rukometni savez - rezultati. Abgerufen am 15. April 2021.
3. ↑  CROATIA | Handball Poland 2018. Abgerufen am 15. April 2021 (amerikanisches Englisch).
4. ↑  Hrvatski rukometni savez - rezultati. Abgerufen am 13. Juni 2021.
5. ↑  Rukomet na pijesku - Prvenstvo Hrvatske. Abgerufen am 15. April 2021.
6. ↑  European Handball Federation - 2018 Women's ECh Beach Handball 18 / Match Details. Abgerufen am 15. April 2021 (englisch).
7. ↑  European Handball Federation - 2018 Women's ECh Beach Handball 18 / Match Details. Abgerufen am 15. April 2021 (englisch).
8. ↑  European Handball Federation - 2018 Women's ECh Beach Handball 18 / Match Details. Abgerufen am 15. April 2021 (englisch).
9. ↑  European Handball Federation - 2018 Women's ECh Beach Handball 18 / Match Details. Abgerufen am 15. April 2021 (englisch).
10. ↑  European Handball Federation - 2018 Women's ECh Beach Handball 18 / Final Tournament. Abgerufen am 15. April 2021 (englisch).
11. ↑  Improvements made, hopes for another dream to come true. Abgerufen am 20. Juni 2020 (amerikanisches Englisch).
12. ↑  Rousing success on the sand - Olympic News. 20. April 2020, abgerufen am 20. Juni 2020 (englisch).
13. ↑  YOG: Beach handball female team winner of silver, male handball team placed fourth. Abgerufen am 15. April 2021 (britisches Englisch).
14. ↑  2018 Summer Youth Olympics Official Result Book Beach handball
15. ↑  Iva Habek: Dodijeljene nagrade Dražen Petrović: Ovo su imena najboljih mladih sportaša u Hrvatskoj. In: Srednja.hr. 11. September 2019, abgerufen am 20. Juni 2020 (kroatisch).
16. ↑  Pripreme pjeskaša i pjeskašica juniorske i seniorske reprezentacije. In: Rukomet na pijesku u Hrvatskoj. Abgerufen am 15. April 2021 (kroatisch).

| Personendaten    | Personendaten                                   |
| ---------------- | ----------------------------------------------- |
| NAME             | Bošnjak, Mia                                    |
| ALTERNATIVNAMEN  | Bosnjak, Mia                                    |
| KURZBESCHREIBUNG | kroatische Handball- und Beachhandballspielerin |
| GEBURTSDATUM     | 15. April 2000                                  |